# Reduzierung

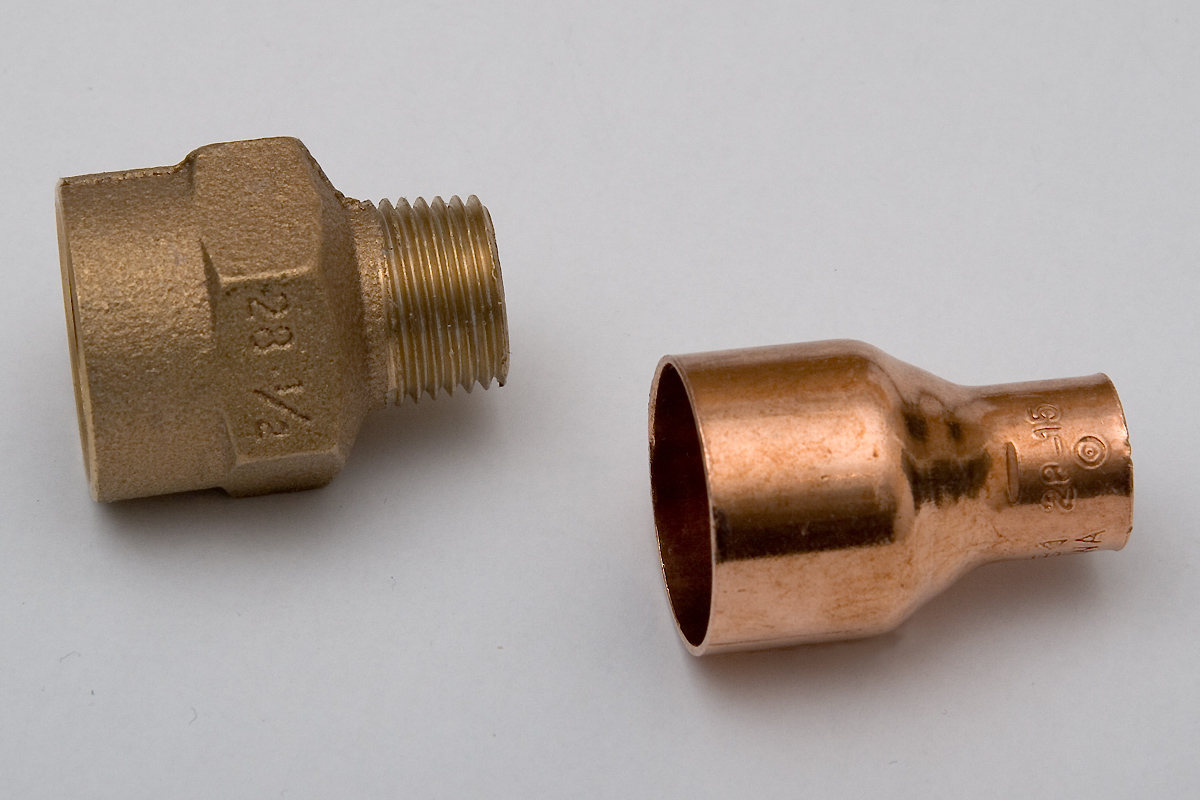
Konzentrische Reduzierstücke

Eine Reduzierung oder Reduzierstück ist ein konisches Fitting bzw. ein Formstück oder ein konisches Rohrstück innerhalb einer Rohrleitung und bildet den Übergang zwischen zwei unterschiedlichen Nennweiten.
Zu unterscheiden sind:
- Konzentrische Reduzierungen, bei denen die Wand der Reduzierung einem geraden Kreiskegel folgt,
- Exzentrische Reduzierungen, bei denen die Wand der Reduzierung einem schiefen Kreiskegel folgt und eine der Mantellinien parallel zur Rohrachse verläuft. Diese kommen etwa bei Abwasserleitungen und Lüftungskanälen vor.

Konzentrische Reduzierungen sind aus strömungstechnischer Sicht günstiger, da sie einen geringeren Druckverlust bewirken.
Exzentrische Reduzierungen werden eingesetzt, um die Strömung von Freispiegelleitungen nicht zu behindern. Auch sind Rohrleitungen mit exzentrischen Reduzierungen einfacher an Wand, Decke oder Fußboden entlangzuführen und benötigen keine unterschiedlich hohen Rohrunterstützungen.